# Habrocestum nigristernum
Habrocestum nigristernum är en spindelart som beskrevs av Raymond Comte de Dalmas 1920. Habrocestum nigristernum ingår i släktet Habrocestum och familjen hoppspindlar. Inga underarter finns listade i Catalogue of Life.